# Ephippiochthonius caceresi
Espèce
Ephippiochthonius caceresi est une espèce de pseudoscorpions de la famille des Chthoniidae.

## Distribution
Cette espèce est endémique d'Estrémadure en Espagne. Elle se rencontre vers Mesas de Ibor et Valdecañas de Tajo.

## Description
Le mâle holotype mesure 1,14 mm et la femelle paratype 1,47 mm.

## Étymologie
Son nom d'espèce lui a été donné en référence au lieu de sa découverte, la province de Cáceres.

## Publication originale
- Zaragoza, 2017 : Revision of the Ephippiochthonius complex in the Iberian Peninsula, Balearic Islands and Macaronesia, with proposed changes to the status of the Chthonius subgenera (Pseudoscorpiones, Chthoniidae). Zootaxa, no 4246(1), p. 1–221.